# St. Wolfgang (Hirschbach)

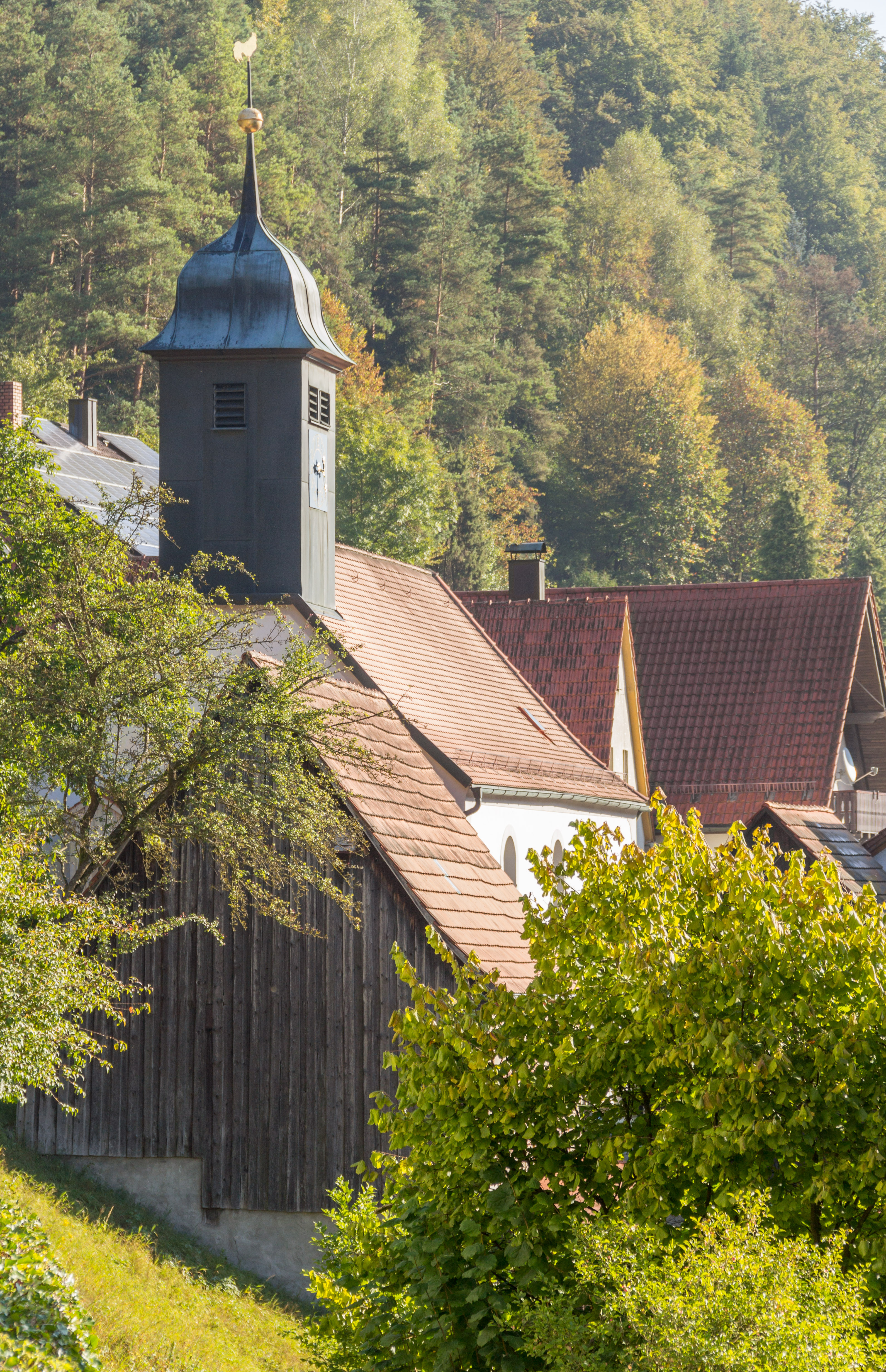
St. Wolfgang (Hirschbach)

Die evangelisch-lutherische, denkmalgeschützte Pfarrkirche St. Wolfgang steht in Hirschbach, einer Gemeinde im Landkreis Amberg-Sulzbach der Oberpfalz. Die Pfarrei gehört zum Dekanat Hersbruck im Kirchenkreis Nürnberg der Evangelisch-Lutherischen Kirche in Bayern. Das Bauwerk ist unter der Denkmalnummer D-3-71-128-1 als Baudenkmal in die Bayerische Denkmalliste eingetragen.

## Beschreibung
Die traufständige ehemalige Burgkapelle des Burgstall Altes Haus wurde 1458–60 unter Verwendung der gotischen Bausubstanz erbaut  und um 1850 wegen Baufälligkeit teilweise abgebrochen. Auf ihren Grundmauern wurde 1852 das heutige Bauwerk errichtet. Die Sakristei wurde dabei entfernt. Der mit einer Glockenhaube bedeckte Dachreiter,  der die Turmuhr und den Glockenstuhl beherbergt, wurde von der Ost- auf die Westseite verlegt. Der Innenraum des im Osten dreiseitig geschlossenen Langhauses der Saalkirche ist mit einer Flachdecke überspannt. Zur Kirchenausstattung gehört ein Kanzelaltar, einem um 1700 gebauten Hochaltar, der umfunktioniert wurde. Das frühere Altarretabel befindet sich heute am Platz der ehemaligen Kanzel. In Nischen in der Ostwand stehen die Statuen einer Mondsichelmadonna und des heiligen Wolfgang.